# Cheratite disciforme
La cheratite disciforme è una malattia dell'occhio, una forma di cherato-endotelite che ricorre con maggior frequenza. 

## Eziologia
Ha di solito origine virale, anche se non si può escludere un'origine batterica, tossica o allergica. Si pensa che nasca da una risposta immunologica ad un'infezione oculare causata a sua volta dall'herpes simplex

## Sintomatologia
La sintomatologia ha inizio con la comparsa di un'ampia area tondeggiante opalescente di edema corneale a sede centrale a paracentrale, che non contrae mai rapporti diretti con il limbus.
In corrispondenza della zona edematosa la cornea raggiunge uno spessore, a volte, doppio di quello normale.
La comparsa di sintomatologia dolorosa deve fare sospettare una compartecipazione al processo flogistico dell'uvea anteriore (iride). La riduzione del visus è sempre considerevole. È una malattia a lenta evoluzione la cui durata può anche essere di alcuni mesi. Frequenti le recidive. Può residuare un leucoma corneale irrorato da una rete di vascolarizzazione a sede profonda che ha origine ove la zona di infiltrazione corneale è più vicina.

## Terapia
Si somministrano corticosteroidi topici 